# Cantón de Fontaine-le-Dun
El cantón de Fontaine-le-Dun era una división administrativa francesa, que estaba situada en el departamento de Sena Marítimo y la región de Alta Normandía.

## Composición
El cantón estaba formado por dieciséis comunas:
- Angiens
- Anglesqueville-la-Bras-Long
- Autigny
- Bourville
- Brametot
- Crasville-la-Rocquefort
- Ermenouville
- Fontaine-le-Dun
- Héberville
- Houdetot
- La Chapelle-sur-Dun
- La Gaillarde
- Saint-Aubin-sur-Mer
- Saint-Pierre-le-Vieux
- Saint-Pierre-le-Viger
- Sotteville-sur-Mer

## Supresión del cantón de Fontaine-le-Dun
En aplicación del Decreto nº 2014-266 de 27 de febrero de 2014, el cantón de Fontaine-le-Dun fue suprimido el 22 de marzo de 2015 y sus 16 comunas pasaron a formar parte del nuevo cantón de Saint-Valery-en-Caux.